# Dot pitch

Distància entre píxels de les diferents màscares

El dot pitch, amb altres noms com: line pitch, stripe pitch, phosfor pitch.., però que en pantalles de color es denomina pixel pitch (pas dels píxels), és una característica d'una pantalla de vídeo que, en blanc i negre defineix la distància entre dos punts horitzontals i en color la distància entre els punts de fòsfor o entre les celles LCD del mateix color de pixels adjacents. Així doncs, en el món actual del color, el dot pitch és una mesura de la grandària de la terna de punts de color que formen un pixel, més l'eventual distància entre ternes adjacents. Es mesura generalment en mil·límetres.

## Descripció
El dot pitch s'utilitza per poder donar una idea de la definició d'una pantalla. Un dot pitch més petit implica normalment una imatge més nítida, ja què significa que conté un nombre més gran de punts per unitat de superfície .
Tradicionalment, el dot pitch es mesura al llarg de la diagonal del monitor, per poder tenir una estimació el més realista possible. A partir de la meitat dels anys noranta, algunes marques han introduït un dot pitch horitzontal que dona unes xifres més baixes que les mesurades en el mode tradicional, amb el resultat de que el client pot quedar enganyat, ja que un monitor econòmic i de baixa qualitat, mesurat d'aquesta manera, pot mostrar un dot pitch més baix.
La diferència exacta entre el dot pitch horitzontal i el mesurat en diagonal canvia segons la geometria del monitor. En línies generals, un monitor econòmic típic té un dot pitch de 0,28 mm (diagonal) o bé de 0,24/0,25 mm (horitzontal).

## Mides de Dot Pitch més corrents
| Formats estàndard  | Megapixels | Grandària Pantalla | Pixel pitch | Pixels per polzada |
| ------------------ | ---------- | ------------------ | ----------- | ------------------ |
| 1024×768 (XGA)     | 0,78       | 15                 | 0,297 mm    | 85,5               |
| 1280×768 (WXGA)    | 0,98       | 15,4               | 0,262       | 96,9               |
| 1280×800 (WXGA)    | 1,01       | 15,4               | 0,259       | 98,0               |
| 1280×800 (WXGA)    | 1,01       | 17                 | 0,286       | 88,8               |
| 1280×1024 (SXGA)   | 1,31       | 17                 | 0,264       | 96,2               |
| 1280×1024 (SXGA)   | 1,31       | 18,1               | 0,280       | 90,7               |
| 1280×1024 (SXGA)   | 1,31       | 19                 | 0,294       | 86,3               |
| 1440×900 (WXGA+)   | 1,29       | 15,4               | 0,230       | 110,4              |
| 1440×900 (WXGA+)   | 1,29       | 17                 | 0,254       | 100,0              |
| 1440×900 (WXGA+)   | 1,29       | 19                 | 0,285       | 89,1               |
| 1400×1050 (SXGA+)  | 1,51       | 15                 | 0,214       | 118,6              |
| 1400×1050 (SXGA+)  | 1,51       | 20,1               | 0,292       | 87,0               |
| 1680×1050 (WSXGA+) | 1,76       | 15,4               | 0,197       | 128,9              |
| 1680×1050 (WSXGA+) | 1,76       | 17                 | 0,218       | 116,5              |
| 1680×1050 (WSXGA+) | 1,76       | 19                 | 0,244       | 104,0              |
| 1680×1050 (WSXGA+) | 1,76       | 20,1               | 0,258       | 98,4               |
| 1680×1050 (WSXGA+) | 1,76       | 21                 | 0,269       | 94,4               |
| 1680×1050 (WSXGA+) | 1,76       | 22                 | 0,282       | 90,0               |
| 1600×1200 (UXGA)   | 1,92       | 15                 | 0,191       | 132,9              |
| 1600×1200 (UXGA)   | 1,92       | 20,1               | 0,255       | 99,6               |
| 1600×1200 (UXGA)   | 1,92       | 21,3               | 0,270       | 94,0               |
| 1920×1200 (WUXGA)  | 2,30       | 15,4               | 0,173       | 146,8              |
| 1920×1200 (WUXGA)  | 2,30       | 17                 | 0,191       | 132,9              |
| 1920×1200 (WUXGA)  | 2,30       | 23                 | 0,258       | 98,4               |
| 1920×1200 (WUXGA)  | 2,30       | 24                 | 0,270       | 94,0               |
| 1920×1200 (WUXGA)  | 2,30       | 25,5               | 0,287       | 88,5               |
| 1920×1200 (WUXGA)  | 2,30       | 27                 | 0,303       | 83,8               |
| 2560×1440 (WQXGA)  | 3,68       | 27                 | 0,233       | 108,8              |
| 2560×1600 (WQXGA)  | 4,09       | 30                 | 0,250       | 101,6              |
| 3840×2400 (WQUXGA) | 9,21       | 22,2               | 0,125       | 203,2              |

Les mides en negreta indiquen ús principal en laptops.